# Гуаярамерин
Гуаярамерин (исп. Guayaramerín) — город в Боливии.

## География
Город Гуаярамерин расположен на крайнем севере Боливии, у её границы с Бразилией и является административным центром одноимённой муниципии, входящей в провинцию Вака-Диес департамента Бени. Гуаярамерин лежит на высоте в 133 метра над уровнем моря на левом берегу реки Рио-Маморе в месте впадения в неё реки Рио-Гуаярамарин.
Гуаярамерин находится в 617 километрах севернее административного центра департамента Бени, города Тринидад.

## Климат
Климат в низинном районе Гуаярамерин тропический, с обильными осадками (среднегодовой уровень — более 2.000 мм). Среднегодовая температура +27,1°С. Наиболее дождливые месяцы — с декабря по февраль (более 300 мм осадков ежемесячно), наиболее засушливые — с июня по август (около 50 мм в месяц).